# エドマンド・リーチ
エドマンド・ロナルド・リーチ（Edmund Ronald Leach, 1910年11月7日 - 1989年1月6日）は、イギリスの人類学者。クルド人について調査した後、イギリス軍の軍人として第二次世界大戦で抗日運動に参加し日本軍に対してゲリラ戦を展開した。
人類のタブーに着目し、近親相姦のタブー（インセスト・タブー）を食のタブーと関連させて捉えようと試みた。1980年トーマス・ハックスリー記念賞受賞、

## 著書の日本語訳
- 『レヴィ＝ストロース』吉田禎吾訳 新潮社 1971年（現代の思想家）、ちくま学芸文庫 2002年
- 『人類学再考』青木保・井上兼行訳 思索社 1974年、新版1990年
- 『神話としての創世記』江河徹訳 紀伊國屋書店（文化人類学叢書）1980年、ちくま学芸文庫 2000年
- 『文化とコミュニケーション 構造人類学入門』青木保・宮坂敬造訳 紀伊國屋書店（文化人類学叢書）1981年
- 『聖書の構造分析』D.Alan Aycock 共著 鈴木聡訳 紀伊國屋書店（文化人類学叢書）1984年
- 『社会人類学案内』長島信弘訳 岩波書店 1985年、岩波同時代ライブラリー 1991年
- 『高地ビルマの政治体系』関本照夫訳 弘文堂（人類学ゼミナール） 1987年